# 스콜피온 킹: 더 로스트 스론
《스콜피온 킹: 더 로스트 스론》(영어: The Scorpion King 4: Quest for Power, 기존 제목 영어: The Scorpion King: The Lost Throne)은 미국에서 제작된 마이크 엘리엇 감독의 2015년 검마 판타지 액션 모험 비디오 영화이다. 《스콜피온 킹 3: 더 배틀 포 리뎀션》(2012)의 속편이다. 빅터 웹스터 등이 출연하였다.

## 출연진
- 빅터 웹스터
- 엘런 홀먼
- 윌 켐프
- 배리 보스트윅
- 마이클 빈
- 륏허르 하우어르
- M. 에밋 월시
- 이브 토레스
- 브랜던 하디스티
- 로저 홀스턴
- 에즈메이 비앙코
- 루 퍼리그노
- 호이시 그레이시
- 안토니우 시우바
- 돈 윌슨